# 3-й армейский корпус (Российская империя)

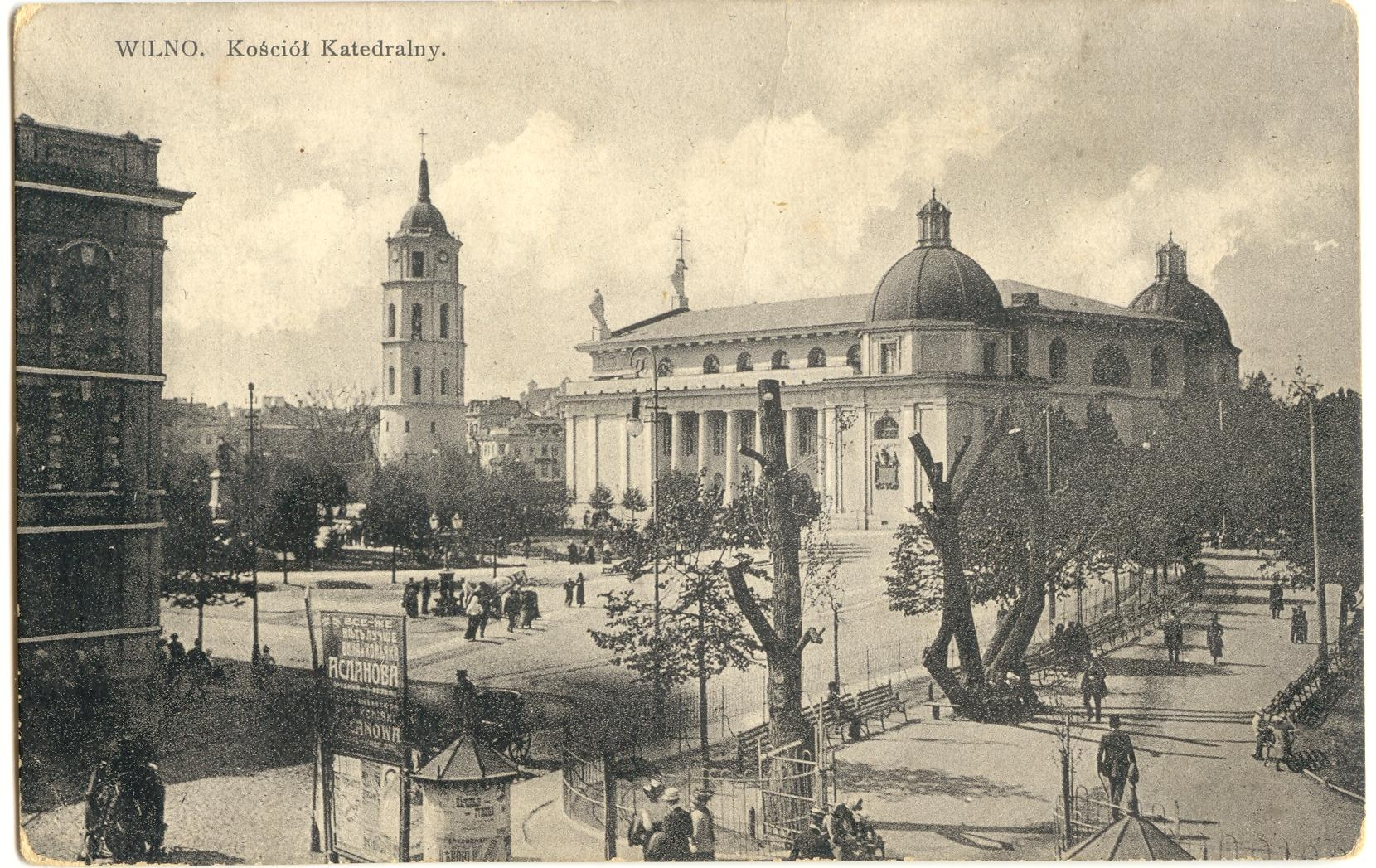
Кафедральный собор, город Вильно, вид до Первой мировой войны

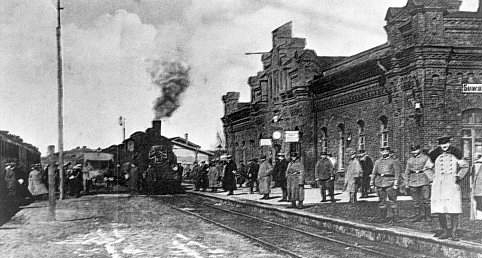
Железнодорожный вокзал, город Сувалки, 1917 год

3-й армейский корпус — общевойсковое оперативное (в другом источнике тактическое) соединение (армейский корпус) Русской императорской армии.

## История
В связи с военно-окружной реформой (Милютина), в 1862 — 1864 годах, пехотные (армейские) и кавалерийские корпуса как войсковые тактические и административные единицы вооружённых сил государства были упразднены. Однако преимущества корпусной организации в деле подготовки войск и усиления их боевой готовности привели к воссозданию армейских корпусов в 1874 — 1877 годах. Каждый корпус включал в себя управление, две или три пехотных и одну кавалерийскую дивизии с артиллерией.
В 1874 году по решению Особого совещания по усилению боевой готовности полевых войск часть их была объединена в армейские корпуса. 3-й армейский корпус был сформирован 19 февраля 1877 года в составе 28-й, 29-й пехотных дивизий и 3-й кавалерийской дивизии. Штаб-квартира — Вильно.  Корпус принимал участие в русско-турецкой войне 1877—1878 годов и в Первой мировой войне.

## Боевые действия

### 3-й армейский корпус в сражениях в Восточной Пруссии и Прибалтике в 1914—1915 гг.
С началом мобилизации 3-й армейский корпус вошел в состав 1-й русской армии генерала от кавалерии П. К. фон Ренненкампфа. Корпус - активный и успешный участник сражений у Сталлупенена и Гумбинена 4 и 7 августа 1914 г. соответственно. Участвовал в Митаво-Шавельской операции в июле - начале августа 1915 г. и Виленской операции в августе - сентябре 1915 г..

## Состав

### К 1 июня 1909 года
- управление;
- 27-я пехотная дивизия[1];
- 28-я пехотная дивизия[1];
- 3-я кавалерийская дивизия[1].

### На 18 июля 1914 года
До начала войны входил в Виленский военный округ. Состав на 18.07.1914:
- 25-я пехотная дивизия (штаб-квартира Двинск)
- 27-я пехотная дивизия (штаб-квартира Вильно)
- 5-я стрелковая бригада (штаб-квартира Сувалки)
  - 17-й стрелковый полк (штаб-квартира Сувалки)
  - 18-й стрелковый полк (штаб-квартира Сувалки)
  - 19-й стрелковый полк (штаб-квартира Сувалки)
  - 20-й стрелковый полк (штаб-квартира Сувалки)
  - 5-й стрелковый артиллерийский дивизион
- 3-я кавалерийская дивизия (штаб-квартира Ковно)
- 3-й мортирно-артиллерийский дивизион
- 3-й сапёрный батальон
- 4-й понтонный батальон
- 2-я искровая рота

## Командование корпуса

### Командиры корпуса
- 19.02.1877 — 21.04.1878[8] — генерал-лейтенант Ден, Андрей Ефимович
- 04.05.1878 — 05.08.1878 — генерал-лейтенант Моллер, Эдуард Антонович
- 15.08.1878 — 06.07.1885 — генерал-лейтенант барон Деллингсгаузен, Эдуард Карлович
- 06.07.1885 — 19.10.1894 — генерал-лейтенант Алхазов, Яков Кайхосрович
- 28.10.1894 — 01.01.1898 — генерал-лейтенант Дмитровский, Виктор Иванович
- 01.01.1898 — 29.05.1899 — генерал-лейтенант (с 06.12.1898 генерал от инфантерии) Максимович, Василий Николаевич
- 11.06.1899 — 25.03.1903[9] — генерал-лейтенант (с 01.01.1901 генерал от инфантерии) Чайковский, Митрофан Петрович
- 16.04.1903 — 22.06.1904 — генерал-лейтенант Разгонов, Константин Иосифович
- 22.06.1904 — 16.12.1904[10] — генерал-лейтенант Прескотт, Александр Эдуардович
- 12.01.1905 — 05.12.1906 — генерал-лейтенант Волькенау, Иван Васильевич
- 27.12.1906 — 20.01.1913 — генерал-лейтенант (с 06.12.1910 генерал от кавалерии) фон Ренненкампф, Павел Карлович
- 29.01.1913 — 06.02.1915 — генерал-лейтенант (с 14.04.1913 генерал от инфантерии) Епанчин, Николай Алексеевич
- 14.02.1915 — 22.08.1915 — генерал-лейтенант (с 22.03.1915 генерал от инфантерии) Зегелов, Александр Александрович
- 22.08.1915 — 16.04.1916 — генерал-лейтенант Альфтан, Владимир Алексеевич
- 16.04.1916 — 11.09.1916 — генерал от инфантерии Огановский, Пётр Иванович
- 11.09.1916 — 03.04.1917 — генерал-лейтенант Янушевский, Григорий Ефимович
- 07.04.1917 — 12.10.1917 — генерал-майор (с 29.04.1917 генерал-лейтенант) Надёжный, Дмитрий Николаевич
- 22.10.1917 — хх.хх.хххх — генерал-лейтенант Дзичканец, Борис Алексеевич

### Начальники штаба корпуса
- 24.02.1877 — 15.05.1885 — полковник (с 01.01.1878 генерал-майор) Козен, Александр Фёдорович
- 15.05.1885 — 09.12.1892 — генерал-майор Тывалович, Иван Иванович
- 11.01.1893 — 05.01.1898 — генерал-майор Новогребельский, Станислав Станиславович
- 05.01.1898 — 20.10.1899 — генерал-майор Лавров, Николай Нилович
- 02.11.1899 — 17.02.1904 — генерал-майор Петров, Александр Константинович
- 24.03.1904 — 12.10.1904 — генерал-майор Бердяев, Николай Сергеевич
- 22.10.1904 — 16.06.1906 — генерал-майор Рагоза, Александр Францевич
- 23.07.1906 — 09.07.1908 — генерал-майор барон Икскуль-фон-Гильдебант, Александр Георгиевич
- 09.07.1908 — 19.10.1914 — генерал-майор Чагин, Владимир Александрови
- 14.12.1914 — 17.07.1915 — генерал-майор Эггерт, Виктор Викторович
- 18.07.1915 — 07.02.1917 — генерал-майор Чаусов, Николай Дмитриевич
- 08.02.1917 — 04.05.1917 — генерал-майор Егорьев, Владимир Николаевич
- 12.05.1917 — 07.08.1917 — генерал-майор Лебедев, Михаил Васильевич
- 12.08.1917 — хх.хх.1918 — генерал-майор Суворов, Андрей Николаевич

### Начальники артиллерии корпуса
В 1910 году должность начальника артиллерии корпуса была заменена должностью инспектора артиллерии, и 26.07.1910 последний начальник артиллерии корпуса Д. И. Невадовский был назначен инспектором артиллерии корпуса.
С 1888 г. должность начальника / инспектора артиллерии корпуса соответствовала чину генерал-лейтенанта. Лица, назначаемые на этот пост в чине генерал-майора, являлись исправляющими должность и утверждались в ней одновременно с производством в генерал-лейтенанты
- 19.03.1877 — 05.12.1889[8] — генерал-майор (с 30.08.1881 генерал-лейтенант) Костогоров, Яков Михайлович
- 09.01.1890 — 04.02.1893 — генерал-майор (с 30.08.1892 генерал-лейтенант) Федорцов-Малыш, Александр Никитич
- 04.02.1893 — 19.01.1898 — генерал-лейтенант Скворцов, Александр Николаевич
- 19.01.1898 — 10.04.1901 — генерал-майор (с 05.04.1898 генерал-лейтенант) Топорнин, Дмитрий Андреевич
- 30.05.1901 — 09.07.1906 — генерал-майор (с 06.12.1903 генерал-лейтенант) Шепилов, Алексей Степанович
- 25.07.1906 — 26.10.1913 — генерал-майор (с 22.04.1907 генерал-лейтенант) Невадовский, Дмитрий Иванович
- 18.12.1913 — 16.04.1916 — генерал-майор (с 06.12.1914 генерал-лейтенант) граф Доливо-Добровольский-Евдокимов, Виктор Викторович
- 13.05.1916 — 18.02.1917 — и. д. генерал-майор Пилкин, Константин Константинович
- 18.02.1917 — хх.хх.хххх — и. д. генерал-майор Андреев, Иван Никанорович

### Корпусные интенданты
Должность корпусного интенданта соответствовала чину полковника. Лица, имевшие при назначении более низкий чин, являлись исправляющими должность и утверждались в ней при производстве в полковники.
- 17.02.1898 — 19.07.1900 — полковник Ланг, Виктор Иванович
- 23.07.1900 — хх.хх.1905 — статский советник (действительный статский советник) Левандовский, Михаил Иванович
- 13.11.1905 — 08.08.1910 — подполковник (с 06.12.1906 полковник) Воротницкий, Зенон Августинович
- 16.08.1910 — после 01.03.1914 — подполковник (с 14.04.1913 полковник) Вишняков, Александр Михайлович